# Dorfkirche Lindow (Niedergörsdorf)

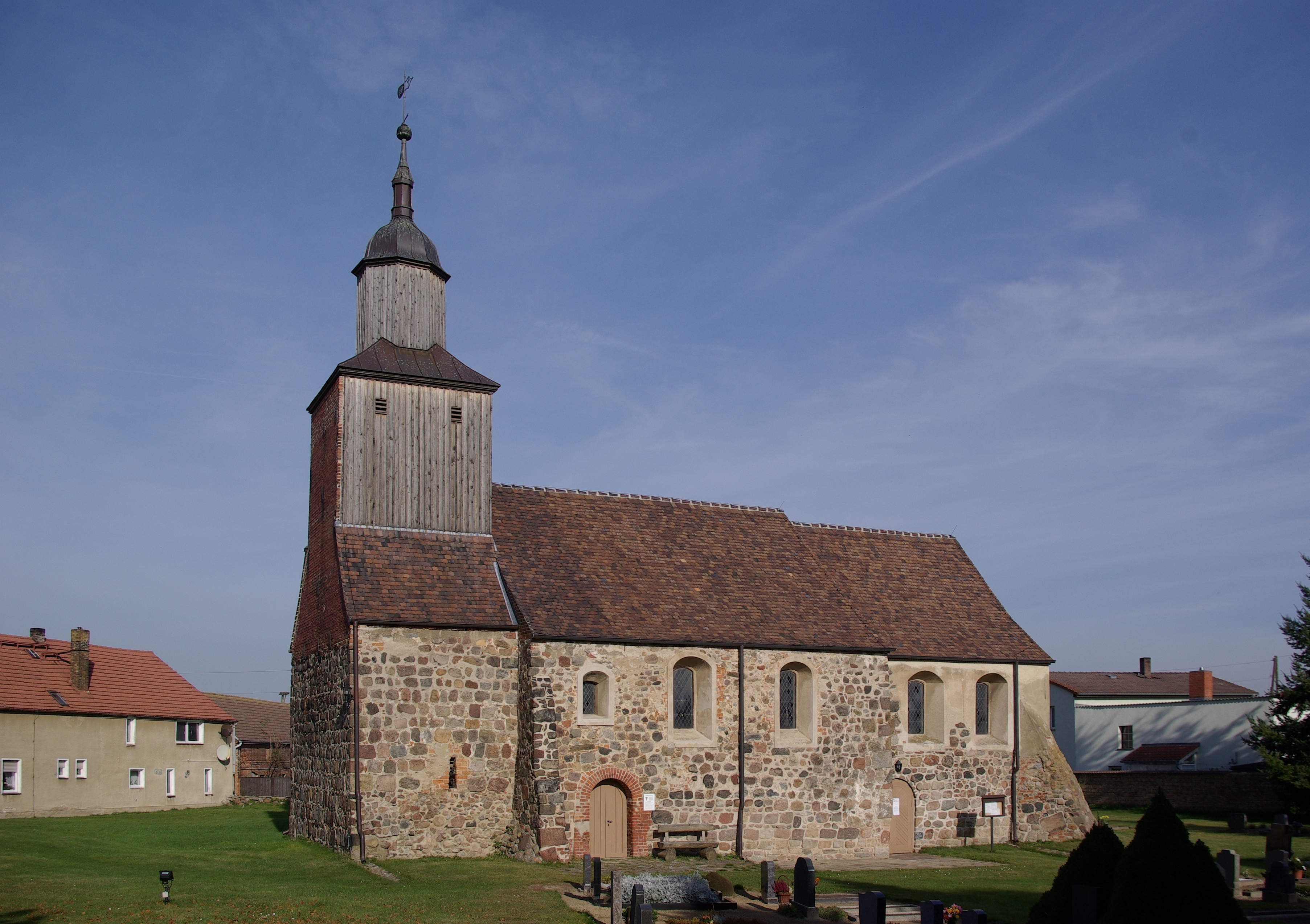
Dorfkirche Lindow

Die evangelische Dorfkirche Lindow ist eine spätromanische Feldsteinkirche in Lindow, einem Ortsteil der Gemeinde Niedergörsdorf im Landkreis Teltow-Fläming im Land Brandenburg. Die Kirchengemeinde gehört zum Kirchenkreis Zossen-Fläming der Evangelischen Kirche Berlin-Brandenburg-schlesische Oberlausitz.

## Lage
Die Kreisstraße 7215 führt von Südwesten kommend auf den historischen Dorfanger zu. Dort zweigt sie nach Osten hin ab. Die Lindower Dorfstraße zweigt ebenfalls von dort nach Nordwesten bzw. Norden ab. Die Kirche steht auf einem Grundstück mit einem Kirchfriedhof, der mit einer Mauer aus unbehauenen und nicht lagig geschichteten Feldsteinen eingefriedet ist.

## Geschichte
Das Brandenburgische Landesamt für Denkmalpflege und Archäologische Landesmuseum (BLDAM) verweist hinsichtlich der Bauzeit auf eine „komplizierte, noch nicht völlig geklärte Baugeschichte“ und geht davon aus, dass diese nur durch bauarchäologische Untersuchungen geklärt werden kann. Zahlreiche Umbauten am Sakralbau erschweren eine eindeutige Baugeschichte. Das korrespondiert mit der Tatsache, dass die Entstehung des Ortes bislang weitgehend unbekannt ist. Eine erste urkundliche Erwähnung einer Siedlung Wendisch-Linde existiert aus dem Jahr 1142. Denkbar wäre, dass auch die Kirche daher vielleicht auch bereits im 12. Jahrhundert entstanden sein könnte. Das BLDAM führt als weitere Argumente die „breit gelagerte Gestalt, gewisse bautechnische Ungeschicklichkeiten“ sowie das meist bruchsteinhafte Mauerwerk an. Die Kirchengemeinde beschreibt hingegen, dass das Bauwerk von 1275 bis 1325 entstand.
Lindow war zu dieser Zeit nach Malterhausen eingepfarrt, bis dieser Ort 1400 wüst fiel und Lindow nach Kaltenborn kam. Das Kirchenpatronat lag bis 1284 beim Lorenzkloster in Magdeburg und kam anschließend an das Kloster Zinna. Aus dendrochronologischen Untersuchung ist bekannt, dass sie im Jahr 1427 einen neuen Dachstuhl erhielt, wobei einzelne Hölzer in den Jahren 1423 bis 1426 geschlagen wurden. An einzelnen Dachbalken konnten außerdem Putzreste sichergestellt werden. Daraus schlossen Experten, dass der Innenraum ursprünglich höher gewesen sein muss. Mit der Reformation kam das Patronat an den Landesherren. Bei den bislang durchgeführten Untersuchungen wurde weiterhin deutlich, dass der Westturm ursprünglich breiter ausgeführt werden sollte. Geplant war, den querrechteckigen Turm in seiner vollen Breite über die geplanten Geschosse zu führen. Doch nach einer massiven Beschädigung im Dreißigjährigen Krieg wurden zahlreiche Steine für die Einfriedung genutzt. Stattdessen entstand im Jahr 1696 ein Turmaufsatz aus Fachwerk. Vermutlich im Spätmittelalter wurde das ursprünglich sich mit einem Rundbogen zum Kirchenschiff öffnende Turmuntergeschoss verschlossen und mit einem Tonnengewölbe aus Mauersteinen versehen. Der so neu entstandene Raum wurde mit einer schweren Eisentür verschlossen. Das BLDAM kann sich vorstellen, dass damit ein „Bergeraum für wertvolle Habe in Gefahrenzeiten“ eingerichtet wurde.
In der Zeit des Barock wurden die Fenster im Schiff vergrößert; eine Sakristei entstand. Dieser wurde zunächst ebenfalls aus Fachwerk errichtet und im 19. Jahrhundert durch einen gemauerten Anbau ersetzt. 1825 wurde das Dachwerk über dem Schiff möglicherweise neu zusammengesetzt. Handwerker nutzten dabei die Hölzer des 15. Jahrhunderts und ergänzten sie durch neu geschlagene Hölzer. In den Jahren 1851 bis 1853 führten der Maurermeister Herold gemeinsam mit dem Zimmermeister Jurisch aus Jüterbog zahlreiche Reparaturen durch: Sie besserten den Ostgiebel des Schiffs aus, mauerten die Traufen neu auf, reparierten Dachwerk und Turm und deckten den Turm mit Zinkblech ein. Im Innenraum wurden die Wände neu geweißt und die Decken erneuert. Dennoch plädierte der Kreisbauinspektor Reinckens bereits im Jahr 1886 für einen Abriss und Neubau. Den konnte die Kirchengemeinde abwenden und ließ in den Jahren 1888 und 1889 weitere Arbeiten durch den Maurermeister Karl Rüdiger aus Treuenbrietzen ausführen. Spätestens zu dieser Zeit entstand der neue, gemauerte Ostgiebel des Chors. In den 1970er Jahren entstand im Westen des Schiffs durch einen massigen Einbau im oberen Bereich eine Winterkirche, während im darunterliegenden Bereich eine Leichenhalle eingerichtet wurde. Die Kirche erhielt einen neuen Fußboden, die Sakristei, die Emporen, das Gestühl sowie die barocke Kanzel wurden entfernt. Im gleichen Jahr war Lindow eine eigene Pfarre, bis sie 1975 nach Niedergörsdorf kam. Im Jahr 2000 legten Experten Ansätze der ehemaligen Apsis frei. 2004 und 2005 wurden der Kirchturm erneuert sowie der Innenraum renoviert; 2018 die Trauerhalle aus dem Innenraum entfernt.

## Baubeschreibung
Das Bauwerk entstand im Kern aus unbehauenen und nicht lagig geschichteten Feldsteinen. Die Mauerwerksausführung ist durch die zahlreichen Um- und Ausbauten ausgesprochen ungleichmäßig. Der Chor ist eingezogen und gerade; am Chorschluss sind zwei kleine Rundbogenfenster, deren Form durch eine verputzte Fasche nochmals betont wird. Im unteren Bereich sind die Reste einer zu einer früheren Zeit vorhandenen Apsis vorhanden. Der deutlich sichtbare Rundbogen aus Backstein dürfte hingegen von einem späteren Anbau stammen. Der darüberliegende Giebel ist aus Mauerwerk mit einer mittig angebrachten, ebenfalls rundbogenförmigen Öffnung. An der Nord- und Südseite sind je zwei barock vergrößerte Fenster, ergänzt durch ein romanisches, deutlich kleineres (und bauzeitliches?) Fenster an der Nordseite. An der Südseite ist eine Priesterpforte, dessen Laibung ebenfalls erneuert wurde sowie an der Südostecke ein neuzeitlicher Strebepfeiler.
Das Schiff hat einen rechteckigen Grundriss. An der Nord- und Südseite sind je zwei große Rundbogenfenster; an der Südseite ein Gemeindeportal mit einem darüberliegenden, ebenfalls noch romanischen Fenster.
Der querrechteckige Westturm ist bis auf zwei kleine Öffnungen an der Nord- und Südseite ansonsten fensterlos. Er ist im unteren Geschoss aus Feldsteinen errichtet worden, darüber aus Mauersteinen. Etwa auf der Höhe der Dachtraufe des Schiffs geht er in einen verbretterten Aufsatz über, in den an der Nord- und Südseite je zwei kleine Klangarkaden eingelassen sind. Oberhalb eines Pyramidendachs sitzt ein Turmhelm mit einer achteckigen, verschieferten Laterne sowie Turmkugel und Wetterfahne.

## Ausstattung
Das Altarretabel entstand in der Zeit zwischen 1712 und 1736 und ersetzte einen gotischen Vorgänger mit einem Marienbild in seinem Altarblatt. Es handelt sich um einen hölzernen Aufbau mit Säulen sowie einem gesprengtem Giebel mit einer Strahlenglorie sowie dem Wappen und das Monogramm des Herzog Christians von Sachsen-Weißenfels. Das Altarblatt besteht nun aus einem modernen Kruzifix vor einer gemalten Landschaft. Seitlich sind reich geschnitzte Wangen angebracht, die mit Akanthus verziert sind, dazu ovale Inschriftentafeln.
Die Fünte wurde um 1500 aus Sandstein gearbeitet. Sie besteht aus einer runden Kuppa aus Zinn mit einem Lilienornament aus dem Jahr 1696 und steht auf einem sechsteiligen Fuß. In der Nordwand des Chors ist eine vermutlich mittelalterliche Sakramentsnische mit einer einfachen Holztür und eisernen Langbändern.
Im Turm hängt eine bronzene Glocke, die vermutlich aus dem 15. Jahrhundert stammt. Das Bauwerk ist in seinem Innern flach gedeckt und besitzt einen eingezogenen Triumphbogen.